# Hello + Welcome
«Hello + Welcome» es un sencillo publicado por Enigma el 10 de marzo de 2006.
La canción está cantada por Andru Donalds, quien ya cantara en el cuarto y quinto álbum de Enigma. Aunque en su origen fue un sencillo publicado sin pertenecer a ningún álbum en particular, más tarde sería remezclado para incluirlo en el disco A Posteriori, editado en septiembre de 2006.

## Origen
El tema fue ideado para promocionar el combate del boxeador alemán Felix Sturm. Fue planificado originalmente para salir publicado en sencillo en octubre de 2005. Sin embargo, se tuvo que retrasar para el 25 de noviembre, un día antes del combate de Sturm con Maselino Masoe por el Campeonato Mundial de Peso Medio. Pero, motivado por una herida sufrida semanas antes de tal fecha por el deportista alemán, se tuvo que retrasar aún más la edición del sencillo, viendo la luz finalmente el 10 de marzo de 2006, justo un día antes de que se celebrara el combate pendiente.
El vídeo de la canción fue mostrado por primera vez al público por Virgin Germany a través de la edición alemana del canal de radio digital LAUNCHcast el 7 de noviembre de 2005. El vídeo mostraba el entrenamiento y algunos combates previos de Sturm en el ring. Sin embargo, dos días después, Virgin Germany anunció que la publicación del sencillo se iba a posponer para una fecha aún sin determinar, y toda información sobre el sencillo, incluido el vídeo musical, era retirado de su página oficial de Internet.
Cuando, por fin, se editó el sencillo, la web oficial de Enigma se puso al día y finalmente se pudo ver otra vez el vídeo a través del Windows Media Player y del Real Player.
Solo llegó al n.º 87 en las listas de Alemania.

## Listado

### «Hello + Welcome»
- CD maxi sencillo Enhanced

1. Radio Edit — 3:31
2. Thunderstorm Mix — 6:10
3. After The Storm Mix — 6:33
4. Vídeo — 3:27